# 杉野沢温泉
杉野沢温泉（すぎのさわおんせん）は、新潟県妙高市（旧国越後国）にある温泉。
妙高山の山麓に位置し、妙高高原温泉郷を構成する温泉地のひとつである。

## 泉質
- ナトリウム・カルシウム・マグネシウム - 塩化物・炭酸水素塩泉
- 源泉温度 - 32.6℃

## 入浴施設
妙高杉ノ原スキー場の麓、杉野沢集落の入口で「杉野沢温泉センター 苗名の湯」が営業している。周辺には主にスキー客相手の民宿や、食事処、土産物店が立ち並ぶが、開湯は1997年（平成9年）と新しく、温泉を中心に発展した温泉街ではない。

## アクセス
公共交通
- えちごトキめき鉄道妙高はねうまライン・しなの鉄道北しなの線 妙高高原駅から南西へ約6 km。
  - 同駅や妙高高原温泉郷内の他の温泉・スキー場からのアクセス手段としては、妙高市営バス（ぶらっと妙高山麓周遊バス）や夏季運行の頸南バス「笹ヶ峰直行バス」、および冬季運行のMt.Myokoシャトルバスがある。
- このほか、当温泉エリアへの直通アクセスとしては、季節限定で北陸新幹線上越妙高駅から頸南バス「妙高高原ライナー」が運行されている。

車
- 上信越自動車道 妙高高原ICから5 km
- 上信越自動車道 信濃町ICから8 km

## 周辺観光
- 苗名滝
- 野尻湖